# Henry Theophilus Howaniec

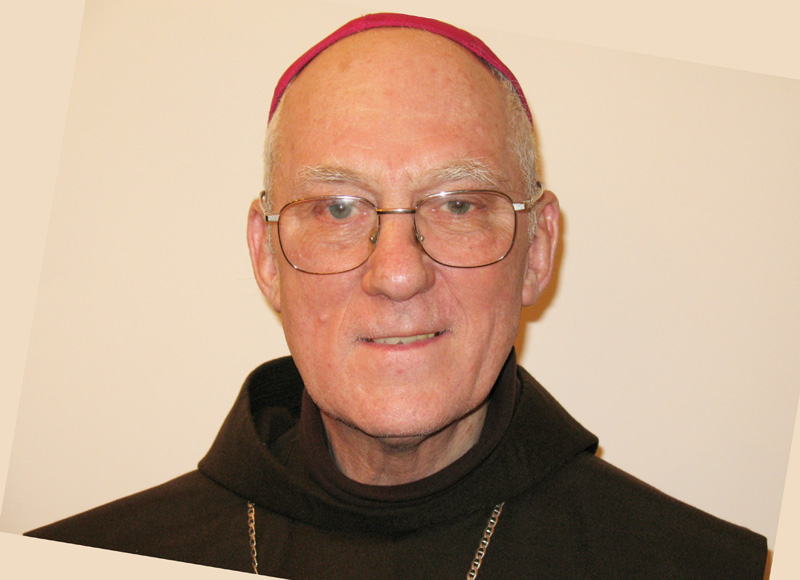
Henry Theophilus Howaniec, 2018

Henry Theophilus Howaniec OFM (* 14. Februar 1931 in Chicago, Illinois; † 30. März 2018 in Milwaukee, Wisconsin) war ein US-amerikanischer Ordensgeistlicher und römisch-katholischer Bischof von Almaty.

## Leben
Henry Theophilus Howaniec trat 1952 der Ordensgemeinschaft der Franziskaner bei. Er studierte Philosophie und Theologie an der University of Wisconsin–Milwaukee, an der Päpstlichen Universität Antonianum in Rom und am Studienzentrum Russia Cristiana in Seriate, Provinz Bergamo, Italien. Am 14. Juni 1956 empfing er die Priesterweihe und war in der Franziskanerprovinz mit Sitz in Pulaski in Wisconsin sowie für den Generalat seines Ordens in Rom tätig.
1993 wechselte er in die Missionsseelsorge nach Almaty. Papst Johannes Paul II. bestellte ihn mit Gründung der Apostolischen Administratur in Almaty am 7. Juli 1999 zu dessen Administrator. Am 14. Oktober 2000 wurde er zum Titularbischof von Acholla ernannt. Die Bischofsweihe spendete ihm Erzbischof Marian Oleś, Apostolischer Pro-Nuntius in Kasachstan, Kirgisistan, Usbekistan und Tadschikistan am 26. November 2000; Mitkonsekratoren waren Erzbischof Alberto Tricarico, Kurienbischof im Staatssekretariat, und Jan Pawel Lenga MIC, Bischof von Karaganda.
Mit Erhebung der Administratur zum Bistum Allerheiligste Dreifaltigkeit zu Almaty am 17. Mai 2003 wurde er von Johannes Paul II. zum ersten Bischof von Almaty ernannt. Am 5. März 2011 nahm Papst Benedikt XVI. sein aus Altersgründen vorgebrachtes Rücktrittsgesuch an.